# 山黄麻
山黄麻（学名：Trema tomentosa）为大麻科山黄麻属的植物。分布在斯里兰卡、锡金、非洲、尼泊尔、不丹、南太平洋诸岛、中南半岛、印度尼西亚、孟加拉国、台湾、缅甸、印度、马来半岛、日本以及中国大陆的贵州、西藏、海南、广西、广东、云南、四川、福建等地，生长于海拔100米至2,000米的地区，多生于湿润的河谷、山坡混交林中以及空旷的山坡，目前尚未由人工引种栽培。

## 别名
麻桐树、麻络木（广东） 山麻、母子树（海南） 麻布树、山羊麻、檨仔葉公、山王麻、山油麻（台湾）

## 参考文献

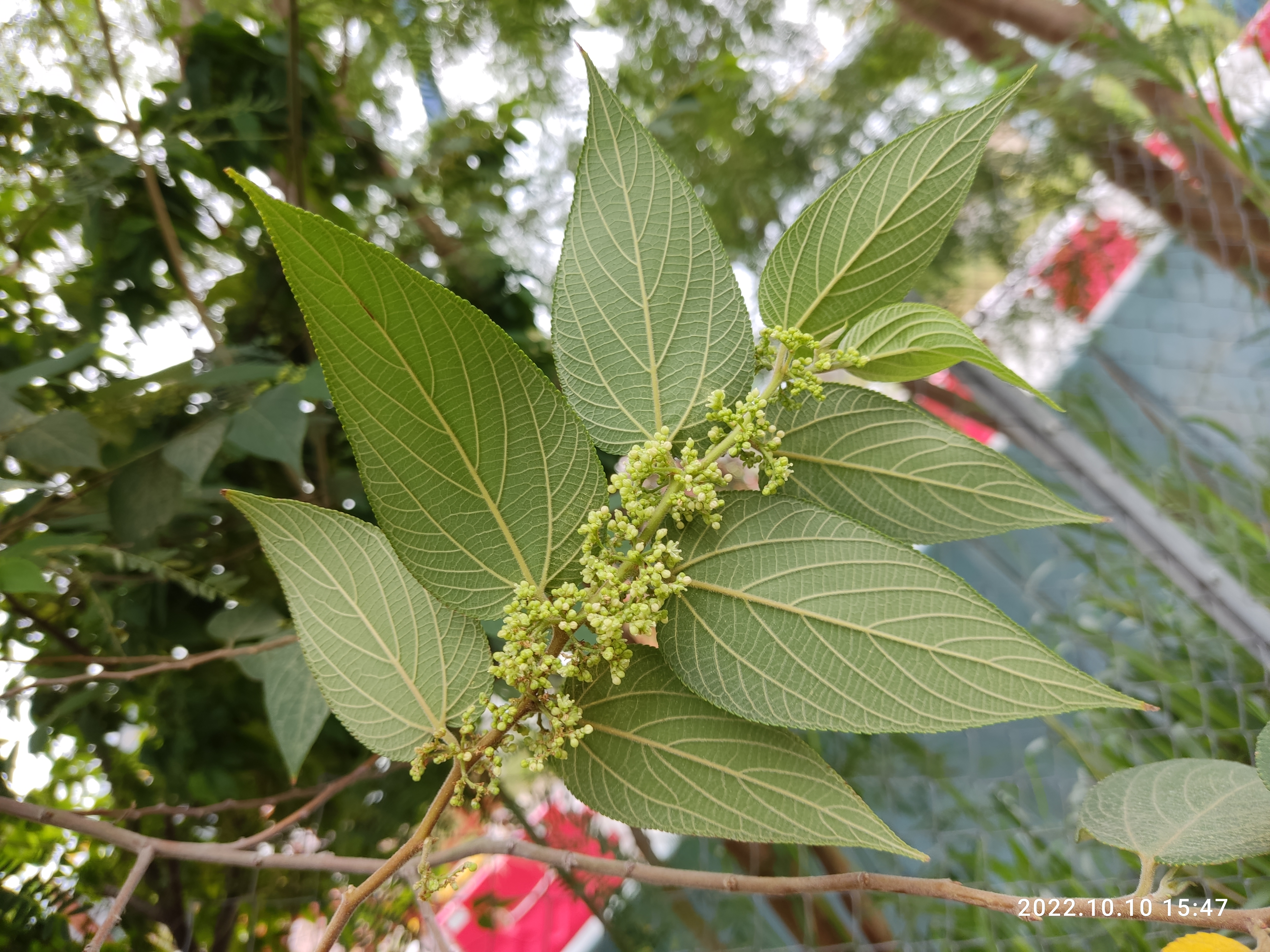